# 알프스산아래 공화국
알프스산아래 공화국(이탈리아어: Repubblica Subalpina)은 1800년부터 1802년까지 프랑스 통령정부의 군사 통치 기간 동안 피에몬테 영토에 존재했던 단명한 공화국이었다.

## 같이 보기
- 알프스산아래 의회
- 알프스산아래 원로원
- 대의회 (사르데냐 왕국)